# 加拿大人縣
加拿大人縣（英語：Canadian County）是美国奧克拉荷馬州中部的一個郡，面積2,344平方公里。根據2020年美國人口普查，共有人口15萬4,405人。縣治艾雷諾。州府奧克拉荷馬市小部分位於本縣。該縣成立於1889年，縣名來自加拿大河。